# 加藤小ます
加藤小ます（かとう・こます、本名：千鶴子）は祇園甲部の地方芸妓。京都市出身。

## 経歴
1955年（昭和30年）、地方芸妓（演奏をする芸妓）として店出し（披露）、都をどりやお座敷などで活躍し、2009年6月23日、その功績が認められ京都伝統技芸振興財団（通称、おおきに財団）から「伝統技芸保持者」として認定された。